# Parvicursor
Parvicursor („Malý běžec“) byl malý pozdně křídový teropodní dinosaurus, žijící na území dnešního Mongolska.

## Popis
Byl jedním z nejmenších známých neptačích dinosaurů, jeho délka činila jen 30 až 55 cm a hmotnost asi 140 až 162 gramů. Parvicursor měl relativně dlouhé a štíhlé nohy, takže dokázal zřejmě rychle běhat.

## Zařazení
Patřil do zvláštní skupiny teropodních dinosaurů – alvarezsaurů, s krátkýma předníma nohama, zakončenýma jediným drápatým prstem. Ten dinosaurus zřejmě používal k hrabání nebo vrtání do tuhých termitišť. Blízkým příbuzným parvikursora je například další mongolské rody Shuvuuia a Mononykus nebo severoamerický rod Trierarchuncus. Jeho blízkými příbuznými byly rody Ceratonykus a Linhenykus.

### Česká literatura
- SOCHA, Vladimír (2021). Dinosauři – rekordy a zajímavosti. Nakladatelství Kazda, str. 50.